# Pilocarpus pennatifolius
Pilocarpus pennatifolius es una especie de planta de perteneciente a la familia Rutaceae, nativa de Sudamérica, de Paraguay, Argentina y Brasil y cultivada en África. 

## Descripción
Pilocarpus pennatifolius es un arbusto perennifolio o pequeño árbol que alcanza un tamaño de 2-5 m de altura, las hojas son coriáceas, alternas, con hasta 57 foliolos, las flores de 1 cm de diámetro, en inflorescencias de color rojo parduzco, de 30 cm de largo, colgantes, con un olor agrio, son  actinomorfas, nectaríferas e monoclinas, reunidas en una inflorescencia preferentemente nocturna.

## Propiedades
Es usada popularmente como diurética y diaforética. Contiene el principio activo  denominado pilocarpina, que causa la contracción de la pupila del ojo, aumenta la producción  de saliva, y el movimiento peristáltico de los intestinos.

## Taxonomía
Pilocarpus pennatifolius fue descrita por Charles Lemaire y publicado en Jardin Fleuriste 3: t. 263, en el año 1852.
Sinonimia
- Pilocarpus pennatifolius f. brasiliensis Hassl.
- Pilocarpus pennatifolius f. gracilis (Chodat & Hassl.) Hassl.
- Pilocarpus pennatifolius f. intermedius Hassl.
- Pilocarpus pennatifolius f. latifoliolatus Hassl.
- Pilocarpus pennatifolius f. paraguariensis Hassl.
- Pilocarpus pennatifolius var. pilosus Kaastra
- Pilocarpus pennatifolius var. selloanus (Engl.) Hassl.
- Pilocarpus selloanus Engl.
- Pilocarpus selloanus f. brevipedicellata Chodat & Hassl.
- Pilocarpus selloanus var. gracilis Chodat & Hassl.[4]